# Гаряча лінія
Гаряча лінія — це пряма лінія зв'язку «точка-точка», за якою виклик автоматично спрямовується до попередньо вибраного адресата без будь-яких додаткових дій з боку користувача, коли кінцевий абонент знімає трубку. Щодо комерційних організацій — кол-центр із єдиним номером для всіх міст. Прикладом може бути телефон, який автоматично підключається до екстрених служб після підняття слухавки. Тому спеціалізовані телефони гарячої лінії не потребують поворотного набору чи клавіатури. Гаряча лінія також може називатися послугою автоматичного сигналізації, дзвінка або послуги без трубки.

## Види
Справжні гарячі лінії не можна використовувати для здійснення дзвінків іншим користувачам, окрім попередньо вибраних адресатів. Однак у загальному або розмовному вживанні «гаряча лінія» часто відноситься до кол-центру, з яким можна зв'язатися, набравши стандартний телефонний номер або іноді самі телефонні номери.
Особливо це стосується цілодобових некомерційних номерів, таких як гарячі лінії поліції або гарячі лінії для суїцидів, які працюють цілодобово і таким чином створюють вигляд справжніх гарячих ліній. Проте все частіше цей термін застосовується до будь-якого номера телефону служби підтримки клієнтів.
«Гаряча лінія»  — прямий зв'язок (наприклад, телефонний) з місцем подій для передачі найсвіжіших новин або відомостей з перших рук. Щодо комерційних організацій — кол-центр із єдиним номером для всіх міст. Такі телефони не повинні мати номеронабирача і можуть використовуватись лише для дзвінка на певний номер телефону. Однак такий термін часто використовують для стандартного телефонного номера або телефону колл-центру;
Прямий дзвінок абонента (Hot line) — додатковий вид обслуговування абонента телефонної мережі, що дозволяє надсилати дзвінки після зняття мікротелефону без набору номера на телефон, номер якого заздалегідь повідомляється абонентом на станцію комутації;
Лінія прямого зв'язку місцевої телефонної мережі (Ндп. лінія зв'язку, що не комутується) — лінія місцевої телефонної мережі, що з'єднує джерело інформації з її споживачем без участі комутаційних пристроїв телефонних станцій мережі;
Канал некомутований (канал прямого зв'язку) — канал передачі, що з'єднує джерело інформації з її споживачем без участі комутаційних пристроїв телефонних станцій.

## В Україні
В Україні «Гарячі лінії» використовують для виклику екстрених служб за єдиним номером 112 або окремо: ДСНС — 101; Поліція — 102; Швидка медична допомога — 103; Служба газу — 104. А також для зв'язку з органами виконавчої влади та місцевого самоврядування.

### Перелік гарячих ліній органів влади України[10][11][12]
1. Президент України +380 (44) 255-74-52 для реєстрації вхідної кореспонденції від юридичних осіб; +380 (44) 255-70-42 для звернень громадян;
2. Урядова «Гаряча лінія» — 1545;
3. +38 (044) 284-19-15 — Урядова «Гаряча лінія» для дзвінків із-за кордону (оплата за тарифами відповідного оператора зв'язку);
4. 1512 — «Гаряча лінія» з питань Міністерства оборони України;
5. 1539 — «Гаряча лінія» із соціальних питань;
6. 1547 — «Гаряча лінія» з питань протидії торгівлі людьми та домашньому насильству;
7. 0 800 503 486 — лінія довіри РНБО з питань контрабанди та корупції на митниці;
8. 0 800 504 425 — «Гаряча лінія» з питань освіти для мешканців тимчасово окупованих територій;
9. 0 800 500 115 — «Гаряча лінія» Міндовкілля та зв'язку з питань захисту довкілля та природних ресурсів України;
10. 1545 (на IVR кнопка 3) — «Гаряча лінія» з питань безпеки дітей в Інтернеті.

## Між державами

### Росія–Сполучені Штати
20 червня 1963 року була створена «гаряча лінія» СРСР та США. Найвідомішою гарячою лінією між державами є гаряча лінія Москва–Вашингтон, також відома як «червоний телефон», хоча телефони ніколи не використовувалися в цій якості. Цей прямий зв'язок було встановлено 20 червня 1963 року після Кубинської ракетної кризи, яка переконала обидві сторони в необхідності кращого зв'язку. Його вперше використав президент США Джон Ф. Кеннеді 30 серпня 1963 року  і використовував технологію телетайпа, пізніше замінену телекопіювальним апаратом, а потім електронною поштою.

### США–Україна
Ще до вторгнення російських збройних сил в Україну 24 лютого 2022 року Сполучені Штати надали президенту України Володимиру Зеленському захищений супутниковий телефон, за допомогою якого він може здійснити зашифровану розмову з президентом США Байденом. 5 березня 2022 року Зеленський використав його для 35-хвилинної розмови зі своїм американським колегою про те, що ще можуть зробити США для підтримки України, не вступаючи в прямі бої з російськими військами. Подібний супутниковий телефон отримав міністр закордонних справ України Дмитро Кулеба.

### Велика Британія–Сполучені Штати
Уже під час Другої світової війни — за два десятиліття до встановлення гарячої лінії Вашингтон-Москва — існувала гаряча лінія між Даунінг-стріт № 10 і бункером Кабінету міністрів під казначейством, Уайтхолл; з Білим домом у Вашингтоні, округ Колумбія. З 1943 по 1946 рік цей зв'язок був захищений за допомогою першої машини для шифрування голосу під назвою SIGSALY.

### Китай–Росія
Гаряча лінія зв'язку між Пекіном і Москвою використовувалася під час прикордонного протистояння між двома країнами в 1969 році. Проте китайці відмовилися від мирних спроб росіян і припинили зв'язок. Після примирення між колишніми ворогами гаряча лінія між Китаєм і Росією була відновлена в 1996 році.

### Франція–Росія
Під час свого візиту до Радянського Союзу в 1966 році президент Франції Шарль де Голль оголосив про встановлення гарячої лінії між Парижем і Москвою. Лінія була модернізована з телексу до високошвидкісного факсу в 1989 році.

### Росія–Великобританія
Гаряча лінія Лондон-Москва офіційно не була створена до договору про дружбу між двома країнами в 1992 році. Про оновлення було оголошено, коли міністр закордонних справ Вільям Хейг відвідав Москву в 2011 році.

### Індія–Пакистан
20 червня 2004 року Індія та Пакистан погодилися продовжити заборону на ядерні випробування та встановити гарячу лінію Ісламабад-Нью-Делі між своїми міністрами закордонних справ, щоб запобігти непорозумінням, які можуть призвести до ядерної війни. Гаряча лінія була створена за сприяння військових офіцерів США.

### Китай–Сполучені Штати
Сполучені Штати та Китай створили гарячу лінію оборони у 2008 році, але вона рідко використовувалася під час криз.

### Китай–Індія
Індія та Китай оголосили про гарячу лінію для міністрів закордонних справ обох країн, підтвердивши свою прихильність зміцненню зв'язків і побудові «взаємної політичної довіри».  Станом на серпень 2015 року гаряча лінія ще не була запущена.

### Китай–Японія
У лютому 2013 року суперечка щодо островів Сенкаку дала новий поштовх китайсько-японській гарячій лінії, яка була погоджена, але через зростання напруженості не була створена.

### Північна та Південна Корея
Між Північною та Південною Кореями існує понад 40 прямих телефонних ліній, перша з яких була відкрита у вересні 1971 року. Більшість із цих гарячих ліній проходять через спільну зону безпеки Пханмунджом (JSA) і підтримуються Червоним Хрестом. З 1971 року Північна Корея вимикала гарячі лінії сім разів, останній раз у лютому 2016 року. Після новорічного звернення Кім Чен Ина гарячу лінію на кордоні було знову відкрито 3 січня 2018 року.

### Індія–Сполучені Штати
У серпні 2015 року запрацювала гаряча лінія між Білим домом і Нью-Делі. Рішення про створення цієї гарячої лінії було прийнято під час візиту Обами до Індії в січні 2015 року. Це перша гаряча лінія, яка зв'язує прем'єр-міністра Індії з главою держави.